# Urutau-comum
O urutau ou urutau-comum (Nyctibius griseus) é uma ave noturna pertencente à família Nyctibiidae. Foi descrita pela primeira vez pelo naturalista Johann Friedrich Gmelin com base em espécimes coletados nas Américas e enviados para a Europa, já que o autor nunca visitou o continente americano pessoalmente. Essa espécie possui populações estabelecidas em grande parte da América do Sul — com exceção do Chile — e se estende até a Nicarágua, na América Central. Embora não haja populações residentes no território chileno, existe um registro isolado dessa ave no país, feito em 2015, na cidade de Iquique.
A família Nyctibiidae, à qual o urutau-comum pertence, foi anteriormente incluída na ordem Caprimulgiformes, grupo que reúne também os bacuraus e noitibós. No entanto, análises genéticas e morfológicas mais recentes demonstraram diferenças significativas entre esses grupos. Com base nessas evidências, desde cerca de 2013, os urutaus passaram a ser classificados em uma ordem própria: a Nyctibiiformes.
O urutau-comum tem como uma das principais características o olho grande e amarelado. O urutau adulto mede entre 33 e 38 centímetros de comprimento, com peso variando entre 140 e 200 gramas e uma envergadura média de aproximadamente 80 centímetros. A espécie apresenta duas variações de coloração nas penas: uma fase cinza e outra marrom, ambas bem adaptadas à camuflagem em troncos e galhos secos. Os juvenis possuem coloração semelhante à dos adultos, porém com tons mais esbranquiçados, enquanto os filhotes recém-nascidos apresentam plumagem branca. Apesar da variação nas fases de cor, o urutau é uma espécie sem dimorfismo sexual — ou seja, machos e fêmeas apresentam aparência idêntica, sem diferenças visíveis entre os sexos.

## Etimologia
O urutau-comum também é conhecido como urutau-comum, mãe-da-lua, urutágua, kúa-kúa, uruvati e common potoo.
O nome urutau foi selecionado como nome vernáculo técnico para a espécie Nyctibius griseus pelo Comitê Brasileiro de Registros Ornitológicos (CBRO) em 2021. Essa nomenclatura tem origem na língua tupi e significa ave-fantasma.
Nos países que essa ave está presente há muitas lendas e folclores sobre sua presença e seu canto, especialmente entre as comunidades indígenas. O canto é descrito como um lamento prolongado e triste, símbolo de sofrimento, sendo interpretado como um choro e muitas vezes sinal de mal presságio. O Nyctibius griseus tornou-se conhecido em diversos países por um mesmo motivo: o medo ancestral que seu canto desperta no breu da noite, com seu lamento melancólico e sua presença quase indetectável.

## Ecologia
O urutau-comum é uma ave insetívora de hábitos noturnos, com preferência por insetos voadores também ativos à noite, como mariposas, cupins e besouros. Sua estratégia de caça consiste em partir de um poleiro elevado para capturar a presa em pleno voo, engolindo-a por completo. 
O urutau-comum também possui uma adaptação única que pode ser chamada de "olho mágico". Essa adaptação se baseia em duas fendas na parte superior das pálpebras, possibilitando que ave veja seus arredores mesmo com os olhos fechados. Essa adaptação auxilia no processo de camuflagem, reduzindo a necessidade de movimentos grande para analisar os arredores.
A dependência da alimentação em voo é uma das razões pelas quais seus hábitos são de difícil observação e estudo em cativeiro, já que o urutau não se alimenta enquanto está pousado, o que torna sua manutenção em cativeiro praticamente inviável.
Durante o dia, permanece em repouso, adotando uma postura característica: o corpo esticado e o bico apontado para cima, pousado sobre troncos ou galhos secos. Nessa posição, pode ficar imóvel por até 12 horas, camuflando-se perfeitamente graças à coloração críptica de suas penas, que mimetizam a cor da madeira. Se for detectado por predadores ou outros animais, pode tentar espanta-los ou voar, mas essas ações só ocorrem como último recurso, já que essa espécie possui alta confiança na sua capacidade de se camuflar.
- Commons
- Wikispecies

O Nyctibius griseus também é a única espécie da família Nyctibiidae com de migração., segundo um estudo publicado em 2020 na revista IBIS – International Journal of Avian Science.

## Subespécies
São reconhecidas duas subespécies:
- Nyctibius griseus griseus (Gmelin, 1789) ocorre da Colômbia até as Guianas, nas Ilhas de Trinidad e Tobago, no Brasil e no Norte da Argentina;
- Nyctibius griseus panamensis (Ridgway, 1912) ocorre da Nicarágua e Sudoeste da Costa Rica até o Noroeste da Venezuela e Oeste do Equador.